# Hierochloe zinserlingii
Hierochloe zinserlingii är en gräsart som beskrevs av Nikolai Nikolaievich Tzvelev. Hierochloe zinserlingii ingår i släktet Hierochloe och familjen gräs. Inga underarter finns listade i Catalogue of Life.